# Curtains
Curtains is een album van de Amerikaanse gitarist John Frusciante. Het is een onderdeel van zijn Record Collection, een serie van zes albums die hij in zes maanden uitbracht. Op het album staat onder andere het nummer "the Past Recedes", waarvan de clip en het nummer zelf zijn opgenomen in Frusciantes huis. Zo is er bijvoorbeeld een opname te zien van zijn badkamer, zwembad en studio.

## Tracklist
1. "The Past Recedes" – 3:53
2. "Lever Pulled" – 2:22
3. "Anne" – 3:35
4. "The Real" – 3:06
5. "A Name" – 2:03
6. "Control" – 4:29
7. "Your Warning" – 3:33
8. "Hope" – 1:56
9. "Ascension" – 2:52
10. "Time Tonight" – 3:12
11. "Leap Your Bar" – 2:36